# Голям артезиански басейн
Големият артезиански басейн (на английски: Great Artesian Basin) е най-обширният от артезианските басейни в Австралия, втори по големина в света след Западносибирския в Русия. Площта му е 1 736 000 km². Простира се на повече от 2200 km от крайбрежието на залива Карпентария на север до средното течение на река Дарлинг на юг и почти на 1800 km от запад на изток в южната си най-широка част. Привързан е към негативното огъване на древния кристалинен фундамент и е запълнен със седиментни палеозойски и неогенови наслаги с мощност до 2500 m. Главните водоносни хоризонти се явяват мезозойските пясъчници. Подземните води се попълват основно от атмосферните валежи, падащи по западните склонове на Голямата вододелна планина и са около 625 mm годишно. Водите често са минерализирани и залягат на голяма дълбочина (до 2000 m). В най-ниските участъци, главно в района на езерото Еър, излизат на повърхността под формата на минерални извори. Температурата на водите се повишава с дълбочината на залягането им, средно с 1°С на всеки 32,5 m. Най-високата температура на водата (110°С) е измерена в сондажа в град Спринглейт, в щата Куинсланд. Голяма част от сондажите се намират в сухите животновъдни райони, където водата се изкарва на повърхността с помпи и се съхранява в закрити водоеми с цел предотвратяване на нейното изпарение. Изпомпаната вода се използва основно за напояване на животновъдните пасища и за технически цели при допустими предели на минерализация..